# Hauteville House (bande dessinée)
Pour les articles homonymes, voir Hauteville House.
Hauteville House est une série de bande dessinée prenant pour cadre le Second Empire sous Napoléon III écrite par Fred Duval et dessinée par Thierry Gioux. Publiée par Delcourt depuis 2004, elle appartient au genre steampunk. 
Le tome 21 (parution en janvier 2025) termine la série. 

## Synopsis
Dans cet univers, l'humanité a accès à une technologie avancée mais mal comprise. D'une part, les anciennes civilisations ont reçu la visite des Anciens Astronautes. D'autre part, depuis le Jour du grand chambardement (un évènement jamais expliqué), les pays occidentaux possèdent des dirigeables surpuissants (en 1863 !), des sous-marins, des blindés, des prothèses mécaniques, et divers objets plus ou moins incroyables.
Pourtant, l'Histoire a suivi le cours que nous lui connaissons et en 1851, Victor Hugo lève une armée clandestine contre Napoléon III. Douze ans plus tard, le capitaine Gabriel-Valentin La Rochelle (nom de code Gavroche, le modèle du personnage de Victor Hugo) est envoyé au Mexique de Maximilien de Habsbourg, où le Second Empire cherche une arme inconnue sur les pas de Hernán Cortés.
L'histoire se complique aussi d'un élément surnaturel : le spiritisme.

## Albums
- Hauteville House, Delcourt, label « Série B » :

1. Zelda, 2004[2].
2. Destination Tulum, 2005.
3. Le Steamer fantôme, 2006.
4. Atlanta, 2007[3]. Fin du premier cycle
5. USS Kearsarge, 2008.
6. Le Diable de Tasmanie, 2010.
7. Expédition Vanikoro, 2011.
8. Fort Chavagnac, 2012.
9. Le Tombeau de l'Abbé Frollo, 2012. Fin du second cycle
10. Jack Tupper, 2013.
11. La Hague, 2014. Fin du troisième cycle
12. Le Puits de Jacob, 2015.
13. L'Ordre de l'Obsidienne, 2016.
14. Le 37e parallèle, 2016.
15. Cap Horn 2017. Fin du quatrième cycle
16. Mélancholia, 2018[4].
17. Le Journal d'Arthur Blake, 2019.
18. Le Roi Zoulou, 2020.
19. La Cité d'Or, 2021.
20. Marine Terrace, 2023.
21. Des Profondeurs, 2025. Fin de la série

## Résumé des tomes
- Tome 1 : Zelda

Hauteville house, 1864. La plume, Victor Hugo, héberge le glaive : une poignée de soldats républicains engagés dans la lutte armée contre le régime autoritaire de l'empereur Napoléon III. Gabriel Valentin-le-Rochelle, nom de code Gavroche, agent très spécial au service secret de la république, est expédié au Mexique où les sbires de l'empire sont sur le point de libérer une entité qui rendra Napoléon maître de toutes les Amériques. La mission de Gavroche : combattre, contrecarrer, improviser.
- Tome 2 : Destination Tulum

15 mai 1864, les forces de l'Empereur Napoléon III interviennent au Mexique à la poursuite de l'agent républicain Gavroche. Sans nouvelles de lui, le Q.G. de la résistance française donne sa première mission de terrain à Églantine. Cette dernière se retrouve à son tour sous la surveillance de l'intrépide Zelda, toujours au service du contre-espionnage américain.
- Tome 3 : Le Steamer fantôme

Églantine, nouvelle recrue des Républicains, est infiltrée auprès d'un Ernest de la Touque, diplomate de Napoléon III. Débarquée à Charleston, dans une Amérique dévastée par la guerre de Sécession, elle doit découvrir ce que l'Empereur compte négocier avec les états confédérés. Au Mexique, Zelda et Gavroche prennent en chasse le Clovis, un puissant navire impérial contenant dans ses cales une arme dévastatrice.
- Tome 4 : Atlanta

Atlanta, 1864. Églantine, en mission d'infiltration, a découvert ce que l'empereur Napoléon III compte négocier avec les états confédérés du Sud : l'utilisation d'une arme monstrueuse et vivante découverte dans les basfonds d'un temple maya. De leurs côtés, Zelda, Gavroche et Georges, prisonniers des sudistes, sont transférés par train vers Atlanta où le Général Hood veut les interroger avant de livrer l'ultime bataille.
- Tome 5 : USS Kearsarge

Dans sa lutte contre Napoléon III, la République perd un agent de taille : entrée au service du Baron Haussmann, Églantine a été arrêtée et emprisonnée à la Conciergerie, dans l'attente d'une probable exécution. Dès lors, Gavroche doit solliciter les services d'un tristement célèbre individu : le Fantôme des truands de Paris, prince des ténèbres pour les uns, génie du mal pour les autres. La rencontre a lieu dans les catacombes... Un pacte est scellé.
- Tome 6 : Le Diable de Tasmanie

La Croix de la Pérouse, convoitée par les puissants de ce bas monde, repose toujours par 300 mètres de fond... Napoléon, Victor Hugo, le Fantôme des truands de Paris, le Diable de Tasmanie, tous sont sur les traces du précieux objet. Gavroche se voit même proposer une trêve entre la République et l'Empire contre les forces du mal, offre qu'il décline tandis que d'autres alliances se forment ou se délient.
- Tome 7 : Expédition Vanikoro

D'un côté, Gavroche et Zelda, à bord du sous-marin nordiste l'USS Kearsarge ; de l'autre, le Diable de Tasmanie, rallié par le Fantôme de Paris, à bord de l'Alabama, navire de guerre sudiste. Les deux équipages se disputent l'exploration des îles Salomon afin de récupérer la croix de la Pérouse. L'expédition les mènera au-delà de la faille de Vanikoro, là où sommeille une cité sous-marine inconnue de l'espèce humaine.
- Tome 8 : Fort Chavagnac

Kearsarge vs Alabama… Le duel se déroulera au large de Cherbourg. Une rencontre d’un tout autre type aura lieu dans cet épisode clé et sonnera comme un ultime avertissement pour la civilisation humaine. Après avoir exploré les fonds marins de Nouvelle-Calédonie et repéré une présence inconnue dans les eaux de Vanikoro, les différents équipages naviguent vers Cherbourg. Le navire de guerre sudiste, L’Alabama, atteindra les côtes de la Manche dans quelques heures. À ses trousses : le sous-marin nordiste Le Kearsarge. Enfin, Le Charlemagne, bâtiment de l’empire français… La bataille est imminente.
- Tome 9 : Le Tombeau de l'Abbé Frollo

Avec l'aide du capitaine bonapartiste Dantès, l'agent Gavroche cambriole le coffre renfermant les chandeliers et la carte qui permettraient d'atteindre le tombeau de l'abbé Frollo afin de consulter la pierre philosophale. C'est sans compter sur la menace de celui qui tisse sa toile depuis plusieurs mois et qui pourrait bien triompher en révélant son identité et son histoire : le fantôme de Paris.
- Tome 10 : Jack Tupper

Devant la menace d'épidémie de peste, Gavroche et les siens ont été placés en quarantaine, sitôt levée à l'annonce d'une dangereuse tempête approchant des côtes. En guise de rapatriement, la maison de Victor Hugo semble toute indiquée. La base républicaine se révèle pourtant vulnérable en ces circonstances météorologiques exceptionnelles, favorables aux sbires de Napoléon pour infiltrer Hauteville House.
- Tome 11 : La Hague

Gavroche était prêt à quitter Hauteville House pour rejoindre Zelda en Amérique. Mais c'était sans compter la disparition de l'agent qui le remplace. Accompagné de son ancien partenaire, l'officier part à sa recherche sur le site de La Hague. Les deux hommes découvrent alors que la centrale à charbon installée par Napoléon sert à produire une nouvelle arme que ce dernier compte utiliser pour bombarder Londres.
- Tome 12 : Le Puits de Jacob

1865. Zelda et Gavroche sont recrutés par la résistance nord-américaine créée par celui qui vient de perdre la guerre mais s'apprête à reprendre la lutte : Abraham Lincoln. En effet, les États du Sud sont soupçonnés d'avoir passé un pacte avec « ceux des profondeurs », une intelligence venue des entrailles de la Terre. L'enquête démarre avec cette alliance hors norme et lourde de menaces.
- Tome 13 : L'Ordre de l'Obsidienne

1865. Zelda, Gavroche, l'archéologue Désiré et l'officier Spillett passent un pacte avec un bandit mexicain pour faire la lumière sur le mystérieux « ordre de l'Obsidienne », une confrérie secrète créée durant l'antiquité pour garder les grandes portes de téléportation. C'est compter sans l'agent Cooper, un redoutable tueur et membre de l'ordre qui est bientôt lancé sur leurs traces.
- Tome 14 : Le 37e parallèle

À la recherche du trappeur Davy Crockett, gardien d'une idole qui permet de siéger au conseil de l'ordre de l'Obsidienne, Gavroche, Zelda et leurs alliés explorent le sud du continent américain et le fameux 37e parallèle. La région qui s'étend des côtes chiliennes à la Patagonie en passant par les cols enneigés de la cordillère des Andes se révèle à la hauteur de sa réputation : sauvage, inaccessible et dangereuse.
- Tome 15 : Cap Horn

Zelda et Gavroche doivent vaincre une entité venue du fond des océans pour asservir les humains. Ils sont aidés par "ceux des profondeurs", espèce en voie d'extinction. L'aventure est surtout l'occasion de traverser la Patagonie et d'y rencontrer ses peuples aborigènes, mythiques comme les géants de Patagonie décrits pas Darwin, et les Selk'nam, peuple dont le génocide a été reconnu par le Chili en 2003.
- Tome 16 : Mélancholia

Witwatersrand, sud de l'Afrique, 1867. Le directeur de la mine, son contremaître et un ingénieur parlent des travaux de terrassement qui avancent. Ils ont perdu quelques hommes mais le dirigeant, en bon colonialiste, ne s'en offusque pas le moins du monde. Un mineur vient alors les alerter. On a découvert au fond de la mine de curieuses runes dans les galeries les plus récentes.
- Tome 17 : Le Journal d'Arthur Blake

Paris 1867. Retranchée dans le bureau du Fantôme de Paris, Eglantine explore les mémoires de ce dernier consignées dans un épais carnet. Elle découvre l'aventure américaine du fantôme et son alliance avec Lincoln, Zelda et Gavroche pour libérer Mpandé, un esclave, fils d'un roi Zulu, dernier rescapé du naufrage d'un navire négrier commandé par un certain Capitaine Morgane, alias Arthur Blake.
- Tome 18 : Le Roi Zoulou

Gavroche est chargé par Lincoln d'honorer une alliance avec la France de Napoléon III. L'enjeu n'est autre que l'abolition totale de l'esclavage aux Amériques, abolition qui n'a pu s'opérer après la victoire du Sud dans la guerre civile. Gavroche part pour l'Afrique sur les traces du Fantôme de Paris emprisonné à Gorée, célèbre embarcadère du commerce triangulaire, tandis qu'Eglantine embarque aussi pour le continent noir.
- Tome 19 : La Cité d'Or

Maintenant que le fantôme est libre, il faut restituer l’araignée de bronze au peuple zoulou à qui elle appartient légitimement. Il faut surtout que les négociations entre leur roi et l’Empire français permettent à ces derniers de contrôler l’or du Transvaal afin de financer leur armée et mettre fin à l’esclavage aux Amériques. Mais avec une telle fortune en jeu, l’entreprise sera ardue !
- Tome 20 : Marine Terrace

Retranchés au palais de l’Élysée aux côtés de Louise Michel, les Républicains se préparent derrière leurs barricades à subir l'assaut des troupes impériales. La situation semble perdue quand Gavroche et Églantine déclarent qu'ils ont peut-être une solution. Mais cela leur demanderait de révéler un secret qu'ils gardent depuis leur adolescence, depuis les premiers mois de l'exil à Jersey, dans une maison appelée Marine Terrace.
- Tome 21 : Des Profondeurs

Gavroche, Hugo, et Églantine défendent les barricades aux côtés des Républicains, face à Adèle et à l'Empire qui les somment de se rendre. Alors que tout semble perdu, Gavroche et Églantine révèlent à Hugo un dernier recours pour gagner cette bataille, bien que cela pourrait coûter la vie à Adèle. Les secrets d'Hauteville House s'apprêtent enfin à être dévoilés...

## Personnages principaux
- Églantine
- Fantôme
- Frères Mauguy
- Gavroche (Gabriel Valentin La Rochelle)
- Georges (ou Cayenne)
- Victor Hugo
- Zelda Pickford

## Personnages secondaires
- Agent Cooper
- Capitaine de Coster
- Capitaine Spilett
- Davy Crockett
- Désiré et Maria
- Diable de Tasmanie
- Ernest de La Touque
- Gaston Parrot
- Général Diaz
- Général Duroc
- Général Hood
- Général Ramon
- Jack Tupper
- Madame Cordier
- Monsieur Posada
- Ramon Diaz